# Leptasteron
Leptasteron is een geslacht van spinnen uit de familie mierenjagers (Zodariidae).

## Soorten
Het geslacht kent de volgende soorten:
- Leptasteron platyconductor Baehr & Jocqué, 2001
- Leptasteron vexillum Baehr & Jocqué, 2001